# Championnat d'Ukraine de football 2020-2021
Navigation
2019-2020 2021-2022
La saison 2020-2021 de Premier-Liha est la trentième édition de la première division ukrainienne. Elle prend place du 21 août 2020 au 15 mai 2021, avec une trêve hivernale allant du 13 décembre 2020 au 13 février 2021.
Les quatorze équipes participantes sont regroupées au sein d'une poule unique où elles s'affrontent à deux reprises, à domicile et à l'extérieur.
Cinq billets sont décernés pour les compétitions européennes que sont la Ligue des champions 2021-2022, la Ligue Europa 2021-2022 et la Ligue Europa Conférence 2021-2022 : les deux premiers du classement final se qualifient pour la Ligue des champions, alors que le vainqueur de la Coupe d'Ukraine prend part à la Ligue Europa. Enfin, les troisième et quatrième positions sont qualificatives pour la Ligue Europa Conférence. Si le vainqueur de la Coupe est déjà qualifié pour une compétition européenne d'une autre manière, sa place qualificative est réattribuée au championnat, la cinquième position devenant ainsi qualificative. En ce qui concerne les relégations, le dernier au classement est directement relégué en deuxième division en fin de saison tandis que trois équipes seront promus afin de faire passer le nombre de participants à seize.
Le Dynamo Kiev remporte le 16e championnat ukrainien de son histoire, assurant le titre lors de la 23e journée. Son dauphin est le Chakhtar Donetsk tandis que le Zorya Louhansk complète le podium. Le seul relégué de la saison est l'Olimpik Donetsk, avant-dernier, qui se retire volontairement du championnat au terme de l'exercice, ce qui permet à la lanterne rouge Mynaï d'être repêchée.
Le meilleur buteur de la compétition est Vladyslav Kulach (en) du Vorskla Poltava avec un total de quinze buts marqués en championnat.

## Participants
| \| Chakhtar Kiev Marioupol Oleksandria Rukh Lviv Olimpik Poltava Tchernihiv Louhansk Dnipro-1 Kovalivka Mynaï Petrove Zaporijia \| Localisation des clubs engagés dans le championnat. Les clubs en italique se trouvent dans la zone de conflit du Donbass et jouent dans une autre ville. |
| Chakhtar Kiev Marioupol Oleksandria Rukh Lviv Olimpik Poltava Tchernihiv Louhansk Dnipro-1 Kovalivka Mynaï Petrove Zaporijia |

Un total de quatorze équipes prennent part à la compétition, onze  d'entre elles étant déjà présentes la saison précédente, auxquelles s'ajoutent trois promus de deuxième division que sont l'Inhoulets Petrove, le FK Mynaï et le Rukh Lviv qui remplacent le relégué le Karpaty Lviv.
Parmi ces clubs, deux d'entre eux n'ont jamais quitté le championnat depuis sa fondation en 1992 : le Chakhtar Donetsk et le Dynamo Kiev. En dehors de ceux-là, le Vorskla Poltava évolue continuellement dans l'élite depuis 1996 tandis que le Zorya Louhansk est présent depuis 2006.
En raison de la guerre dans le Donbass, plusieurs équipes sont forcées de jouer leurs matchs « à domicile » dans d'autres villes : le Chakhtar et l'Olimpik Donetsk se trouvent ainsi déplacés à Kiev, tandis que le Zorya Louhansk joue à Zaporijia.
Légende des couleurs
- Phase de groupes de la Ligue des champions 2020-2021
- Troisième tour de qualification de la Ligue des champions 2020-2021
- Phase de groupes de la Ligue Europa 2020-2021
- Troisième tour de qualification de la Ligue Europa 2020-2021
- Deuxième tour de qualification de la Ligue Europa 2020-2021
- Promu de deuxième division

| Club              | Présent depuis | Classement 2019-2020 | Entraîneur           | Stade                   | Capacité théorique |
| ----------------- | -------------- | -------------------- | -------------------- | ----------------------- | ------------------ |
| Chakhtar Donetsk  | 1992           | 1                    | Luís Castro          | Stade olympique de Kiev | 70 050             |
| Dynamo Kiev       | 1992           | 2                    | Mircea Lucescu       | Stade olympique de Kiev | 70 050             |
| Zorya Louhansk    | 2006           | 3                    | Viktor Skripnik      | Slavutych-Arena         | 12 000             |
| Desna Tchernihiv  | 2018           | 4                    | Oleksandr Ryabokon   | Stade Tchernihiv        | 12 060             |
| FK Oleksandria    | 2015           | 5                    | Volodymyr Sharan     | Stade CSC Nika          | 7 000              |
| Kolos Kovalivka   | 2019           | 6                    | Ruslan Kostyshyn     | Kolos Stadium           | 5 000              |
| SK Dnipro-1       | 2019           | 7                    | Igor Jovičević       | Dnipro Arena            | 31 003             |
| FK Marioupol      | 2017           | 8                    | Ostap Markevych      | Stade Volodymyr-Boïko   | 12 680             |
| Olimpik Donetsk   | 2014           | 9                    | Yuriy Kalitvintsev   | Stade Dynamo Lobanovski | 16 873             |
| Vorskla Poltava   | 1996           | 10                   | Yuriy Maksymov       | Stade Vorskla           | 24 750             |
| FK Lviv           | 2018           | 11                   | Anatoliy Bezsmertnyi | Arena Lviv              | 34 915             |
| FK Mynaï          | 2020           | 1 (D2)               | Mykola Tsymbal       | Stade Avanhard          | 12 000             |
| Rukh Lviv         | 2020           | 2 (D2)               | Ivan Fedyk           | Arena Lviv              | 34 915             |
| Inhoulets Petrove | 2020           | 3 (D2)               | Serhiy Lavrynenko    | Stade Zirka             | 14 628             |

### Changements d'entraîneur
| Club            | Entraîneur partant         | Date de départ    | Position   | Entraîneur arrivant        | Date d'arrivée    |
| --------------- | -------------------------- | ----------------- | ---------- | -------------------------- | ----------------- |
| Dynamo Kiev     | Oleksiy Mykhaylychenko     | 20 juillet 2020   | Pré-saison | Mircea Lucescu             | 23 juillet 2020   |
| FK Marioupol    | Oleksandr Babych           | 30 juillet 2020   | Pré-saison | Ostap Markevych            | 3 août 2020       |
| SK Dnipro-1     | Dmytro Mykhailenko         | 18 septembre 2020 | 11e        | Igor Jovičević             | 22 septembre 2020 |
| FK Lviv         | Giorgi Tsetsadze           | 24 octobre 2020   | 14e        | Vitaliy Shumskyi (intérim) | 28 octobre 2020   |
| Olimpik Donetsk | Ihor Klymovskyi            | 25 février 2021   | 8e         | Yuriy Kalitvintsev         | 25 février 2021   |
| FK Lviv         | Vitaliy Shumskyi (intérim) | 1er mars 2021     | 14e        | Anatoliy Bezsmertnyi       | 2 mars 2021       |
| FK Mynaï        | Vasyl Kobin                | 24 mars 2021      | 13e        | Mykola Tsymbal             | 26 mars 2021      |

## Règlement
Le classement est calculé selon le barème de points classique, une victoire valant trois points, un match nul un seul et une défaite aucun.
En cas d'égalité de points, les critères suivants sont appliqués :
1. Résultats en confrontations directes (nombre de points, différence de buts, nombre de buts marqués) ;
2. Différence de buts générale ;
3. Nombre de buts marqués ;
4. Tirage au sort ou match d'appui si le titre est en jeu.